# Трг републике (Београд)
| Трг · РЕПУБЛИКЕ                                                     | Трг · РЕПУБЛИКЕ                                 |
| ------------------------------------------------------------------- | ----------------------------------------------- |
|                                                                     |                                                 |
| Општина                                                             | Стари град (Београд)                            |
| Почетак                                                             | Француска ул. Васина ул. Чика Љубина ул.        |
| Крај                                                                | Кнез-Михаилова ул. Коларчева ул. Македонска ул. |
| Дужина                                                              | 120 m                                           |
| Ширина                                                              | 100 m                                           |
| Створена                                                            | крајем 19. века                                 |
| Названа                                                             | 1866.                                           |
| Стари називи                                                        | Позоришни трг                                   |
|                                                                     |                                                 |
|                                                                     |                                                 |
| Поглед на споменик кнезу Михаилу, Народни музеј и Народно позориште |                                                 |

Трг републике је централни градски трг у Београду, Србија. Налази се у општини Стари град и обухвата простор између „Градске кафане“, биоскопа „Јадран“, Народног позоришта и Дома Војске Србије. Стари назив трга био је Позоришни трг.

## Историја
Садашњи трг формиран је после рушења Стамбол-капије (1866) и подизања зграде Народног позоришта (1869). Стамбол-капија, коју су саградили Аустријанци почетком 18. века, налазила се између (тада још неизграђених) споменика кнезу Михаилу и Народног позоришта. То је била највећа и најлепша капија у време док је град био опасан шанцем. Кроз њу је водио пут за Цариград (Истанбул), по коме је и добила овај назив. У народу је Стамбол-капија остала запамћена по томе што су Турци на простору испред ње вршили егзекуцију „сиротиње раје“ набијањем на колац. Приликом заузимања Београда (1806) пред овом капијом смртно је рањен Васа Чарапић, познати војсковођа из Првог српског устанка. У спомен на овај догађај улица у близини овог места добила је његово име, а подигнут је и споменик.
После успостављања српске власти и рушења Стамбол-капије, простор данашњег Трга републике дуго је остао неизграђен. Народно позориште стајало је више од 30 година као једина велика зграда. Када је 6/18. децембра 1882. подигнут споменик кнезу Михаилу, почело је постепено урбано формирање овог трга. На месту данашњег Народног музеја била је подигнута дугачка приземна зграда у којој се, између осталог, налазила позната кафана „Дарданели“, стециште уметничког света. Зграда је срушена да би се на њеном месту 1903. подигла Управа фондова (садашња зграда Народног музеја).
У малом парку поред Народног позоришта, све до Другог светског рата, налазили су се позната кафана и биоскоп „Коларац“ (зграда је била власништво трговца и добротвора Илије Милосављевића Коларца, одн. земљиште између Поенкареове, Кнежевог споменика, Позоришне и кнеза Павла улице било је власништво Коларчеве задужбине). Овде се налазила првобитна локација посластичарнице „Пеливан”. Зграде на „Коларцу” су разорене у бомбардовању, тако да су након рата раскрчене и површина је асфалтирана, за улицу и „аутомобилску” и тролејбуску станицу. Али асфалт се спуштао тамо где су били подруми ранијих зграда, тако да су у септембру 1951. предузети радови на оправци и постављању дебеле бетонске подлоге.
Палата "Riunione", у којој се налази биоскоп „Јадран“, саграђена је 1930. године. Београдска општина је 1938. усвојила "коначну регулацију" трга.
На простору данашњег Дома штампе, све до Другог светског рата, стајале су старе приземне и једноспратне зграде са трговачким радњама. Већина ових зграда порушена је приликом немачког бомбардовања 6. априла 1941. године. После Другог светског рата уклоњене су трамвајске шине (између два рата овде је била трамвајска окретница) и премештен сквер на којем су кратко време после ослобођења били гробница и споменик борцима Црвене армије палим у борби за ослобођење Београда 1944. (њихови посмртни остаци пренесени су на Гробље ослободилаца Београда). Касније је подигнута и највећа зграда на овом тргу, Дом штампе (1961), у којој се налазе Културни центар Београда са две галерије (Ликовна и „Артгет“), Међународни прес-центар, књижара „Стубови културе“, „Градска кафана“ и др.
Каскадна фонтана између биоскопа „Јадран” и Градске кафане постављена је у октобру 1988.
Трговачко-пословно-културни центар, касније прозван „Стакленац”, свечано је отворен 28. августа 1989, званично од почетка октобра, на две етаже од 4.600 квадрата са 49 локала. Споменик Браниславу Нушићу је подигнут 1993, на зеленој површини између Позоришта и Стакленца (одн. зграде „Политике” даље у Македонској). Део трга је у фебруару 2004, пред годишњицу атентата, назван Плато др Зорана Ђинћића − оивичен улицама Француском, 29. новембра/Деспота Стефана, Македонском и Браће Југовића. На годишњицу је откривена спомен-плоча у знак сећања. У то време је на том месту планирана градња Градске галерије. 
У августу 2018. почиње период реконструкције трга.

## Саобраћај
До Трга републике се градским превозом које обезбеђује ГСП Београд може стићи
- линија  24 (Дорћол – Врачар)[13]
- линија  26 (Дорћол – Браће Јерковић)[14]
- линија  27 (Трг републике – Миријево 3)[15]
- линија  27Е (Нови Београд – Миријево 4)[16]
- линија  32Е (Трг републике – Вишњица)[17]
- линија  35 (Нови Београд /Блок 20/– Лешће)[18]
- линија  37 (Железничка станица Панчевачки мост – Кнежевац)[19]
- линија  44 (Топчидерско брдо – Вилине воде)[20]
- линија  96 (Трг републике – Борча 3)[21]

и ноћним линијама
- линија  15 (Трг републике – Земун)[22]
- линија  27 (Трг републике – Миријево 3)[15]
- линија  32 (Трг републике – Вишњица)[23]
- линија  33 (Трг републике – Кумодраж)[24]
- линија  37 (Трг републике – Кнежевац)[19]
- линија  47 (Трг републике – Ресник)[25]
- линија  48 (Трг републике – Миљаковац)[26]
- линија  51 (Трг републике – Беле воде)[27]
- линија  56 (Трг републике – Рушањ)[28]
- линија  68 (Трг републике – Блок 45)[29]
- линија  75 (Трг републике – Бежанијска коса)[30]
- линија  96 (Трг републике – Борча 3) (укинута)[21]
- линија  101 (Трг републике – Падинска Скела)[31]
- линија  202 (Трг републике – Велико село)[32]
- линија  301 (Трг републике – Бегаљица)[33]
- линија  304 (Трг републике – Ритопек)[34]
- линија  511 (Трг републике – Сремчица)[35]
- линија  603 (Трг републике – Угриновци)[36]
- линија  704 (Трг републике – Земун поље)[37]  и
- линија  706 (Трг републике – Батајница)[38]

## Галерија
- Позоришни трг 1895. године
- Позоришни трг средином 30-их 20. века
- Трг са Народним позориштем
- Трг пред Први светски рат. (Разгледница)
- Смотра 1944.
- Поглед на трг и споменик кнезу Михаилу (пре реконструкције)
- Народни музеј на Тргу републике (пре реконструкције)